# La carretera (novela)
La carretera (en inglés: The Road) es una novela posapocalíptica de ciencia ficción escrita en 2006 por el novelista estadounidense Cormac McCarthy, creador de otras novelas como No es país para viejos y la trilogía de la frontera (Todos los hermosos caballos, En la frontera y Ciudades de la llanura). La carretera fue galardonada con el Premio Pulitzer de 2007 en la categoría de ficción y el James Tait Black Memorial Prize en 2006. Fue finalista para el National Book Critics Circle Award en 2006.

## Trama
La novela narra una historia posapocalíptica sobre un viaje emprendido por un padre y su hijo a través de parajes que fueron destruidos años atrás durante un cataclismo no especificado que aniquiló toda la civilización y la mayor parte de la vida sobre la Tierra.
Mientras camina por un pueblo tierra adentro, un hombre en una ventana dispara al padre en la pierna con una flecha. El padre responde disparando a su agresor con la pistola de bengalas. La pareja se mueve más al sur a lo largo de la playa. El estado del padre empeora y, después de varios días, se da cuenta de que pronto morirá. El padre le dice al hijo que puede hablar con él en oración después de que se haya ido, y que debe continuar sin él. Después de la muerte del padre, el niño permanece con su cuerpo durante tres días. El niño es abordado por un hombre que porta una escopeta, acompañado de su esposa, un hijo y una hija. El hombre convence al niño de que es uno de los "buenos" y lo toma bajo su protección.

## Adaptación cinematográfica
La película La carretera de 2009. Bajo la dirección de John Hillcoat y protagonizada por Viggo Mortensen y Kodi Smit-McPhee, retrata a un padre y a su hijo en un desierto posapocalíptico. El rodaje tuvo lugar en Pensilvania, Luisiana y Oregón. La película tuvo un lanzamiento limitado en los cines de Norteamérica a partir del 25 de noviembre de 2009 y fue lanzada en los cines del Reino Unido el 4 de enero de 2010.